# Slayer
Slayer là một ban nhạc thrash metal người Mỹ thành lập tại Huntington Park, California năm 1981 bởi hai tay guitar Jeff Hanneman và Kerry King. Slayer có được đột phá thương mại đầu tiên nhờ album Reign in Blood (1986), và hiện được xem là một trong "tứ trụ" của thrash metal, cùng với Metallica, Megadeth, và Anthrax. Từ khi ra mắt album đầu tay năm 1983, ban nhạc đã phát hành 12 album phòng thu, 2 album trực tiếp, 1 box set, 2 EP và 1 album cover. Bốn album đã được chứng nhận vàng tại Hoa Kỳ. Slayer đã có 5 đề cử Grammy, thắng một năm 2007 cho Eyes of the Insane, và một năm 2008 cho "Final Six" (cả hai đều từ album Christ Illusion).
Âm nhạc của Slayer thường xuyên hiện diện tremolo picking, đánh trống bass đôi, và riff chơi ở âm giai khác thường. Trong đội hình đầu tiên, King, Hanneman, và hát chính/bass Tom Araya đóng góp đa số phần lời, còn phần nhạc thường được King và Hanneman viết, với sự hỗ trợ từ Araya và tay trống Dave Lombardo. Phần lời và bìa đĩa của Slayer thường thể hiện các chủ đề như ám sát, giết người hàng loạt, ái tử thi, tra tấn, diệt chủng, Satan giáo, tội ác, khủng bố, tôn giáo và chống tôn giáo, chủ nghĩa Quốc xã, và chiến tranh. Slayer ảnh hưởng lớn trong giới metal, thường được nhiều ban nhạc xem là nguồn cảm hứng. Từ năm 1991 tới 2013, Slayer đã bán được 4,9 triệu album chỉ tại Hoa Kỳ.

## Thành viên
| Thành viên hiện tại - Tom Araya – hát, bass (1981–nay) - Kerry King – guitar (1981–nay) - Paul Bostaph – trống (1992–1996, 1997–2001, 2013–nay) - Gary Holt – guitars (2011–nay) | Cựu thành viên - Jeff Hanneman – guitar (1981–mất năm 2013) - Dave Lombardo – trống (1981–1986, 1987–1992, 2001–2013) - Jon Dette – trống (1996–1997) | Thành viên lưu diễn - Bob Gourley – trống (1983) - Gene Hoglan – trống (1983) - Tony Scaglione – trống (1986–1987) - Pat O'Brien – guitar (2011) - Jon Dette – trống (2013) |

## Đĩa nhạc
Album phòng thu
- Show No Mercy (1983)
- Hell Awaits (1985)
- Reign in Blood (1986)
- South of Heaven (1988)
- Seasons in the Abyss (1990)
- Divine Intervention (1994)
- Undisputed Attitude (1996)
- Diabolus in Musica (1998)
- God Hates Us All (2001)
- Christ Illusion (2006)
- World Painted Blood (2009)
- Repentless (2015)